# Ruslan Barburoș
Ruslan Barburoș, född 15 november 1978 i Chișinău, död där 29 januari 2017, var en moldavisk fotbollsspelare och senare tränare.

## Karriär

### Klubblagskarriär
Han spelade för ett flertal inhemska klubblag, däribland Sheriff Tiraspol och Agro Chișinău. Barburoș vann skytteligan i den moldaviska ligan säsongerna 2000/2001 och 2001/2002. Han utsågs 2001 till Moldaviens bäste anfallare.

### Landslagskarriär
Barburoș spelade tre landskamper för det moldaviska landslaget, samtliga under 2001. Han gjorde sitt enda landslagsmål i sin debut mot Makedonien, i kvalet till VM 2002.
| Datum       | Plats                  | Motståndare | Mål | Slutresultat | Tävling           |
| ----------- | ---------------------- | ----------- | --- | ------------ | ----------------- |
| 2 juni 2001 | Gradskistadion, Skopje | Makedonien  | 2–2 | 2–2          | Kval till VM 2002 |

### Tränarkarriär
När Barburoș avled 2017 hade han sedan en tid tillbaka varit tränare för strandfotbollsklubben Joker.